# 丝叶谷精草
丝叶谷精草（学名：Eriocaulon setaceum）为谷精草科谷精草属下的一个种。